# Jan-Ulf Söderberg
Jan-Ulf Söderberg (* 20. Februar 1959 in Stockholm) ist ein ehemaliger schwedischer Squashspieler.

## Karriere
Jan-Ulf Söderberg war in den 1980er-Jahren als Squashspieler aktiv und erreichte im August 1985 mit Rang 14 seine höchste Platzierung in der Weltrangliste. Mit der schwedischen Nationalmannschaft nahm er 1983, 1985 und 1987 an der Weltmeisterschaft teil. Bei Europameisterschaften wurde er mit der Nationalmannschaft 1983 gegen England Europameister. Zwischen 1982 und 1987 stand er mit Schweden fünf weitere Male im Finale, jeweils gegen England. Zwischen 1983 und 1988 stand Söderberg viermal im Hauptfeld der Einzelweltmeisterschaft. 1986 erreichte er mit dem Viertelfinale, in dem er Jahangir Khan unterlag, sein bestes Resultat. 1983 und 1984 wurde er schwedischer Landesmeister.

## Erfolge
- Europameister mit der Mannschaft: 1983
- Schwedischer Meister: 1983, 1984